# Vladimir Andersen
Vladimir Kim Andersen (* 24. April 1989 in Vejle) ist ein dänischer Dartspieler.

## Karriere
Vladimir Andersen spielte zu Beginn seiner Karriere Turniere der BDO und der WDF. Mit der dänischen Nationalmannschaft gewann er den WDF Europe Cup Youth. Im Seniorenbereich erreichte er im Alter von 17 Jahren bereits ein Viertelfinale bei den Belgium Open. 2009 nahm Andersen beim World Masters teil und gewann ein Jahr später den German Gold Cup. Bei den Denmark Open sowie den Latvia Open konnte er im gleichen Jahr jeweils das Halbfinale erreichen. Gemeinsam mit Per Laursen vertrat Andersen Dänemark bei der Premiere des World Cup of Darts 2010. Das Duo scheiterte jedoch in der ersten Runde an dem österreichischen Team Mensur Suljović und Maik Langendorf. 
Zu Beginn des Jahres 2011 erreichte Andersen das Finale bei den Denmark Open, wo er gegen Steve West verlor. Bei der Qualifikation für die BDO World Darts Championship 2012 scheiterte Andersen im entscheidenden Spiel am späteren Weltmeister Christian Kist. Nach dem Erreichen des Viertelfinale beim WDF World Cup und einer Halbfinalteilnahme bei den Polish Open, gewann Andersen bei den Dortmund Open seinen zweiten Titel. Auf der 2012 neu geschaffenen Scandinavian Darts Corporation Pro Tour der PDC erreichte Andersen am 2. September das Finale, wo er knapp mit 5:6 gegen den Schweden Magnus Carisverlor. Es folgten 2013 vier Viertelfinal- sowie drei Halbfinalteilnahmen.
Mit einem Sieg über James Richardson konnte der Däne sich für die BDO World Darts Championship 2016 qualifizieren. Jedoch wurde er vor der WM von der Danish Darts Union für sechs Monate aufgrund von unangemessenem Verhalten gesperrt.
In den Folgejahren konnte er keine nennenswerten Ergebnisse erzielen, ehe er Anfang 2022 bei der PDC Qualifying School über die Rangliste eine Tourkarte für die PDC Pro Tour gewinnen konnte. Über diesen Weg war Andersen auch für die UK Open 2022 qualifiziert, wo er in der ersten Runde gegen Steve Clayson verlor. Auf der Pro Tour konnte er zunächst keine großen Erfolge verzeichnen. Besser lief es bei der PDC Nordic und Baltic Tour, wo er direkt das erste Event des Jahres für sich entscheiden konnte. Als nordischer Tour Card-Holder war Andersen außerdem beim Nordic Darts Masters 2022 im Juni am Start. Er unterlag jedoch im ersten Spiel gegen den Topgesetzten Michael Smith mit 2:6.
Zusammen mit Andreas Toft Jørgensen ging Andersen für Dänemark beim World Cup of Darts 2022 an den Start. In der ersten Runde gewannen die beiden gegen Paul und Harith Lim aus Singapur mit 5:2, danach verloren sie aber gegen das deutsche Team, bestehend aus Gabriel Clemens und Martin Schindler mit 0:2.
Auf der Nordic und Baltic Tour erreichte Andersen noch zwei weitere Finale. Die letzten Turniere der Pro Tour spielte Andersen gar nicht mehr und war erst bei den Nordic Darts Masters 2023 im Januar wieder am Start. Er verlor allerdings auch diesmal in Runde eins, dieses Mal gegen Rob Cross mit 1:6. Bei den UK Open 2023 im März unterlag er in der ersten Runde knapp gegen Arron Monk mit 5:6.
Im April sammelte er einen weiteren Titel auf der Nordic & Baltic Tour ein. Bei den Players Championships bleibt Andersen aber ohne Erfolg. Erst Anfang September erreichte er dort ein Achtelfinale. Vorher beim World Cup of Darts 2023 war Andersen dann wieder dabei, diesmal mit Benjamin Drue Reus. Dabei gewann man zunächst gegen Mensur Suljović und Rowby-John Rodriguez aus Österreich mit 4:2, bevor man mit 3:4 knapp gegen Jules van Dongen und Leonard Gates aus den USA verlor. Insgesamt reichte dieser eine Sieg aber knapp, um die Gruppe doch für sich zu entscheiden uns ins Achtelfinale einzuziehen. Dänemark traf hierbei auf Gerwyn Price und Jonny Clayton aus Wales und verlor mit 2:8.
In der zweiten Jahreshälfte qualifizierte sich Andersen über den Tour Card Holder Qualifier für die Hungarian Darts Trophy 2023, was auch sein Debüt auf der European Darts Tour bedeutete. In seinem Erstrundenspiel traf er auf den Nordic & Baltic Qualifier Anton Östlund aus Schweden und verlor mit 2:6.
Letztlich qualifizierte sich Andersen nicht für die Weltmeisterschaft 2024, womit Andersen keine Chance mehr hat, seine Tourkarte zu halten. Somit trat er 2024 wieder bei der Q-School an. Hier erspielte er sich erst am letzten Tag einen Punkt für die Rangliste, bei dem es allerdings auch blieb. Somit erhielt Andersen seine Tour Card nicht zurück.